# Tijana
Tijana (hetitski: Tuwanuwa, grčki: Τύανα, latinski: Tyana ili Tyanna) je bio drevni grad u Anatoliji na čijim je ostacima sagrađen današnji Kemerhisar, grad u turskoj provinciji Nigde. 
Prvi put se spominje kao dio Hetitskog Carstva u 2. stoljeću pr. Kr. a potom i kao prijestolnica neo-hetitske države. Kasnije se spominje kao davatelj danka Asircima. U antici je bio najpoznatiji kao rodno mjesto znamenitog filozofa Apolonija iz Tijane. Za vrijeme krize 3. stoljeća se opredijelio za Palmirsko Carstvo, ali ga je rimski car Aurelijan poštedio. 708. su ga uništili Omejidi.

## Vanjske poveznice
- Tyana in Turkey  Arhivirana inačica izvorne stranice od 2. veljače 2007. (Wayback Machine) Nigde city. Tyana and Apollonius
- Tyana (Kemerhisar)